# Ipameri
| \| Ipameri \|                        |
| Lage der Kleinstadt Ipameri in Goiás |
| Ipameri                              |

| Ipameri |

Ipameri ist eine politische brasilianische Gemeinde und Kleinstadt im Bundesstaat Goías in der Mikroregion Catalão.
Der Gemeindenamen ist indigenen Ursprungs und bedeutet zwischen den Flüssen (port.: entre rios), da das Gemeindegebiet zwischen den Flüssen São Marcos im Osten und Corumbá im Westen liegt.

## Geographische Lage
Ipameri grenzt
- im Norden an Orizona, Luziânia, Cristalina
- im Osten an Paracatu (MG), Campo Alegre de Goiás
- im Süden an Catalão, Goiandira, Nova Aurora, Corumbaíba, Caldas Novas
- im Westen an Pires do Rio, Urutaí

Die Westgrenze verläuft entlang dem Rio Corumbá, mit Ausnahme im Bereich des Gemeindegebietes von Urutaí, das am 15. Dezember 1947 als eigenständige Gemeinde von Ipameri abgetrennt wurde. Die Westgrenze im Süden zu Caldas Nova bildet der Corumbá-Stausee.

## Persönlichkeiten
- Erzbischof Antônio Ribeiro de Oliveira (1926–2017)